# Tamaeva IV
Tamaeva IV, née au début des années 1870 et morte en 1892, est une reine régnante de l'île de Rimatara, dans les Îles Australes, en Polynésie française. Elle règne sur ce territoire, sous la régence de sa tante Heimataura (future Tamaeva V), de 1876 jusqu'à sa mort en 1892.
Les sources de journaux français la nomment Temaeva, un journal australien Te Maere. Sa tombe à Rimatara lui donne le nom de Tamaeva.
Son père était le roi Tamaeva III de Rimatara, appartenant à la dynastie Tamatoa.